# Équipe de Tunisie de football en 1986
L'équipe de Tunisie de football connaît en 1986 une année sans enjeu et sans compétition officielle. Elle se contente de disputer quatre matchs amicaux sans aucune victoire et un match de préparation. Entretemps, Youssef Zouaoui quitte son poste le 26 février ; il faut attendre le mois d'octobre pour que l'équipe nationale dispose d'un nouvel entraîneur, le Français Jean Vincent.

## Matchs

### Rencontres internationales
| Date            | Stade                                | Adversaire | Score | Comp | Buteurs tunisiens                    |
| 26 janvier 1986 | Doha, Qatar                          | Qatar      | 1-2   | A    | Maâloul                              |
| 28 janvier 1986 | Mascate, Oman                        | Oman       | 0-0   | A    |                                      |
| 26 février 1986 | Stade Chedly-Zouiten, Tunisie        | Cameroun   | 1-1   | A    | S. Jaziri 7e                         |
| 29 août 1986    | Stade olympique d'El Menzah, Tunisie | Bulgarie   | 3-3   | A    | Hergal 17e 26e, Alexandrov 16e (csc) |

### Matchs de préparation
| Date            | Stade                                | Adversaire                 | Score | Comp | Buteurs tunisiens |
| 7 décembre 1986 | Stade olympique d'El Menzah, Tunisie | AS Saint-Étienne ( France) | 1-0   | A    | Jebara            |

## Sources
- Mohamed Kilani, « Équipe de Tunisie : les rencontres internationales », Guide-Foot 2010-2011, éd. Imprimerie des Champs-Élysées, Tunis, 2010
- Béchir et Abdessattar Latrech, 40 ans de foot en Tunisie, vol. 1, chapitres VII-IX, éd. Société graphique d'édition et de presse, Tunis, 1995, p. 99-176